# جوني تايلر (لاعب كرة قاعدة)
جوني تايلر (بالإنجليزية: Johnnie Tyler)‏ هو لاعب كرة قاعدة أمريكي، ولد في 20 يوليو 1906 في Mount Pleasant, Pennsylvania ‏ في الولايات المتحدة، وتوفي بنفس المكان في 11 يوليو 1972.

## وصلات خارجية
- جيمس تايلر على موقعبيزبول رفرنس.كوم (الدوري الرئيسي) (الإنجليزية)
- جيمس تايلر على موقعبيزبول رفرنس.كوم (الدوري الثانوي) (الإنجليزية)